# فيسنتي إسكوبار
فيسنتي إسكوبار هو رسام كوبي، ولد في 1762 في هافانا في كوبا، وتوفي بنفس المكان في 1834.